# Überwachungssysteme für Solaranlagen

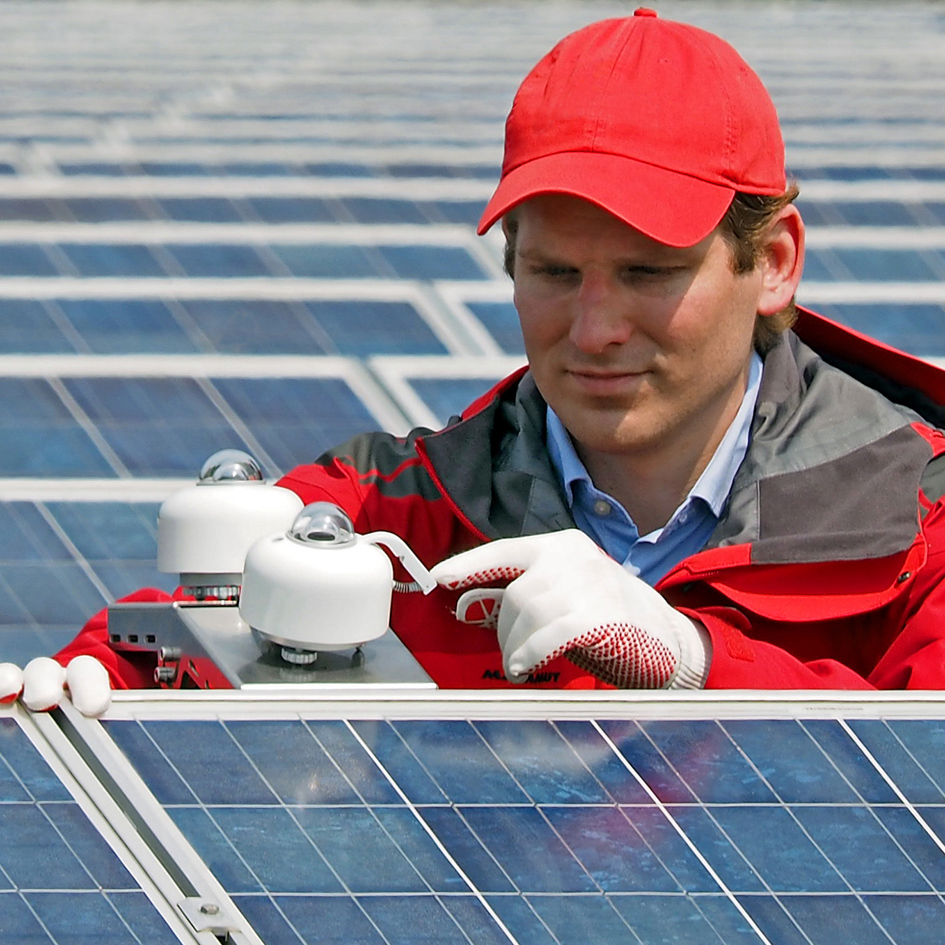
Zwei SR30-Pyranometer auf einer Halterung, horizontal und in der Ebene der Anordnung, neben einem Solarpanel positioniert. Das Pyranometer SR30 ist ein Beispiel für einen PV-Überwachungssensor, der in zwei Orientierungen (horizontal und in der Ebene der Anordnung) zur Messung der Bestrahlungsstärke verwendet werden kann.

Systeme zur Überwachung von Solaranlagen dienen mehreren Zwecken. Sie werden verwendet, um Tendenzen in einem einzigen Photovoltaiksystem zu verfolgen, um Fehler in oder Schäden an Solarzellen zu identifizieren, die Leistung eines Systems mit Entwurfspezifikationen zu vergleichen oder PV-Systeme an verschiedenen Standorten zu vergleichen. Dieser Anwendungsbereich erfordert verschiedene Sensoren und Überwachungssysteme, die an den beabsichtigten Zweck angepasst sind.
Sensoren und Überwachungssysteme sind in der IEC 61724-1 genormt und in drei Genauigkeitsstufen eingeteilt, die durch die Buchstaben „A“, „B“ oder „C“ oder durch die Bezeichnungen „Hohe Genauigkeit“, „Mittlere Genauigkeit“ und „Grundgenauigkeit“ gekennzeichnet sind. Zum Beispiel eignet sich Klasse A für große kommerzielle Solaranlagen, während Klasse C eher für kleine Wohnanlagen geeignet ist.

## Bemessung der Sonneneinstrahlung
Messungen der Sonneneinstrahlungsstärke vor Ort sind ein wichtiger Teil der PV-Leistungsüberwachungssysteme. Die Bestrahlungsstärke kann in der gleichen Ausrichtung wie die Solarzelle gemessen werden, sogenannte „Plane of Array“ (POA)-Messungen, oder horizontal, sogenannte horizontale Globalstrahlungsmessungen. Typische Sensoren, die für solche Bestrahlungsstärkemessungen verwendet werden, umfassen Thermosäulen-Pyranometer, PV-Referenzvorrichtungen und Photodiodensensoren. Um einer bestimmten Genauigkeitsklasse zu entsprechen, muss jeder Sensortyp bestimmte Spezifikationen erfüllen. Diese Spezifikationen sind in der folgenden Tabelle aufgeführt.
| Sensortyp                | Klasse A High accuracy / Hohe Genauigkeit                                                              | Klasse B Medium accuracy / Mittlere Genauigkeit                                                 | Klasse C Basic accuracy / Grundgenauigkeit |
| ------------------------ | --- | ----------------------------------------------------------------------------------------------- | ------------------------------------------ |
| Thermosaul-Pyranometer   | ISO 9060 „Secondary standard“ oder WMO Guide „High quality“ (Messunsicherheit ≤ 3 % für Stundensummen) | ISO 9060 „First class“ oder WMO Guide „Good quality“ (Messunsicherheit ≤ 8 % für Stundensummen) | -                                          |
| PV-Referenzvorrichtungen | Messunsicherheit ≤ 3 % ab 100 W/m2 bis 1500 W/m2                                                       | Messunsicherheit ≤ 8 % ab 100 W/m2 bis 1500 W/m2                                                | -                                          |
| Photodiodesensoren       | nicht geeignet                                                                                         | nicht geeignet                                                                                  | -                                          |

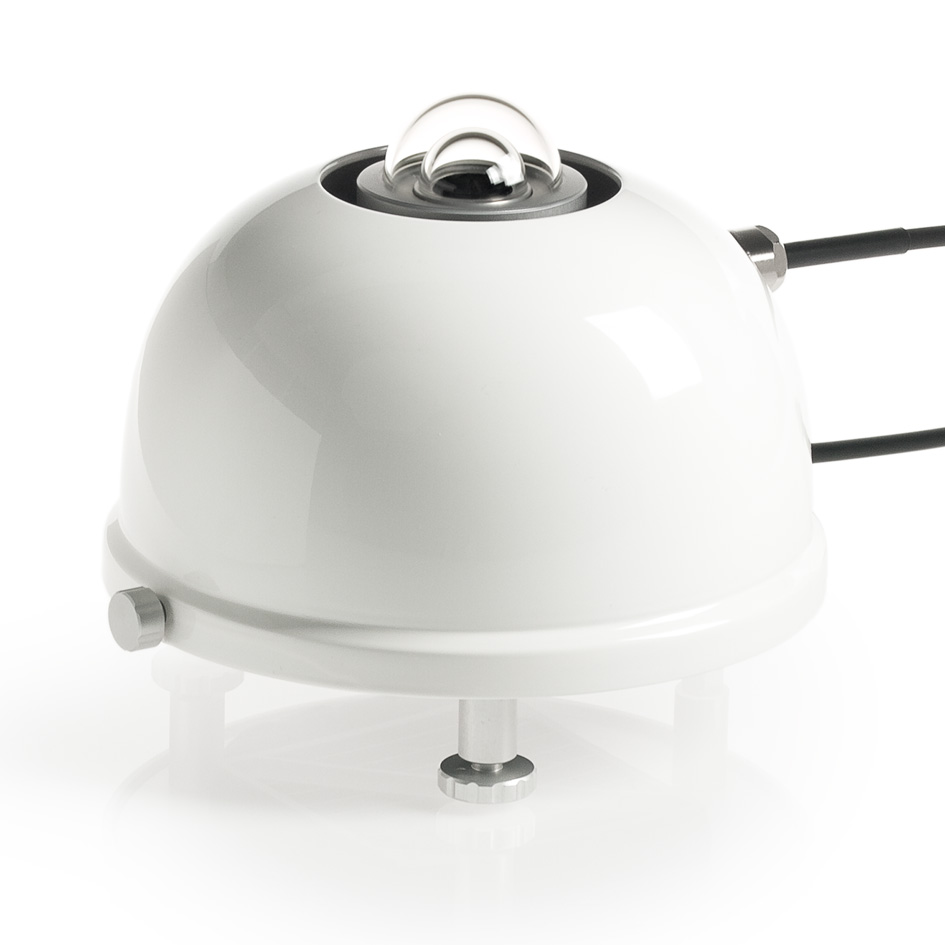
Das VU01-Heizungs- und -Lüftungsgerät mit SR20-Pyranometer entspricht der Klasse A der IEC 61724-1

Wenn ein Bestrahlungsstärkesensor in POA platziert wird, muss er im gleichen Neigungswinkel wie die Solarzelle platziert werden, entweder indem er an das Modul selbst oder an eine zusätzliche Plattform oder einen Arm mit der gleichen Neigung angebracht wird. Die Überprüfung, ob der Sensor korrekt ausgerichtet ist, kann mit tragbaren Neigungssensoren oder mit einem integrierten Neigungssensor erfolgen.

### Wartung
Die Norm spezifiziert auch einen erforderlichen Wartungsplan pro Genauigkeitsklasse. Klasse-C-Sensoren benötigen wenig bis keine zusätzliche Wartung. Klasse-B-Sensoren müssen alle zwei Jahre neu kalibriert werden und erfordern eine Heizung, um Niederschlag oder Kondensation zu verhindern. Klasse-A-Sensoren müssen einmal pro Jahr neu kalibriert werden, müssen einmal pro Woche gereinigt werden, erfordern eine Heizung und erfordern Belüftung (für Thermosaul-Pyranometer).

## Satellitenfernmessung der Bestrahlungsstärke
Die Bestrahlungsstärke kann auch durch Satelliten geschätzt werden. Diese Messungen sind indirekt, weil die Satelliten die Sonnenstrahlung messen, die von der Erdoberfläche reflektiert wird. Zusätzlich wird die Strahlung durch die spektrale Absorption der Erdatmosphäre gefiltert. Diese Methode wird normalerweise in nicht instrumentierten Überwachungssystemen der Klassen B und C verwendet, um Kosten und Wartung von Sensoren vor Ort zu vermeiden. Wenn die satellitengestützten Daten nicht für lokale Bedingungen korrigiert werden, ist ein Fehler in der Strahldichte von bis zu 10 % möglich.